# Lasiurus pfeifferi
Lasiurus pfeifferi is een zoogdier uit de familie van de gladneuzen (Vespertilionidae). De wetenschappelijke naam van de soort werd voor het eerst geldig gepubliceerd door Juan Gundlach in 1861.

## Voorkomen
De soort komt voor in Cuba.